# 黄泥河 (延寿县)
黄泥河，位于中华人民共和国黑龙江省南部，是蚂蚁河右岸支流，上游在尚志市称“黄玉河”，发源于尚志市中部三合顶子北坡，蜿蜒西北流，过尚志市元宝镇后进入延寿县境，向北流至延寿县玉河乡延河村西北汇入蚂蚁河。河长63公里，流域面积677平方公里。年均径流量1.38亿立方米。
黄泥河上游植被较好，灌木较多。下游植被遭到破坏，水土流失严重。黄泥河为尚志、延寿两市县边远山区农业提供灌溉水源，每逢旱季随着稻田用水增加，黄泥河下游常出现断流现象。